# NGC 4671
NGC 4671 (други обозначения – MCG -1-33-4, MK 1334, PGC 43029) е елиптична галактика (E) в съзвездието Дева.
Обектът присъства в оригиналната редакция на „Нов общ каталог“.